# Нилан, Патрик
Патрик Джозеф Нилан (англ. Patrick Joseph Nilan; 30 июня 1941, Сидней — 10 мая 2024) — австралийский хоккеист (хоккей на траве), нападающий. Серебряный призёр летних Олимпийских игр 1968 года, бронзовый призёр летних Олимпийских игр 1964 года.

## Биография
Патрик Нилан родился 30 июня 1941 года в австралийском городе Сидней.
Играл в хоккей на траве за «Глебе» из Нового Южного Уэльса.
В 1964 году вошёл в состав сборной Австралии по хоккею на траве на Олимпийских играх в Токио и завоевал бронзовую медаль. Играл на позиции нападающего, провёл 5 матчей, забил 2 мяча (по одному в ворота сборных Пакистана и Индии).
В 1968 году вошёл в состав сборной Австралии по хоккею на траве на Олимпийских играх в Мехико и завоевал серебряную медаль. Играл на позиции нападающего, провёл 10 матчей, мячей не забивал.
В 1972 году вошёл в состав сборной Австралии по хоккею на траве на Олимпийских играх в Мюнхене, занявшей 5-е место. Играл на позиции нападающего, провёл 8 матчей, забил 2 мяча в ворота сборной Кении.
Умер 10 мая 2024 года в возрасте 82-х лет.